# Sodome et Gomorrhe (pièce de théâtre)
Pour les articles homonymes, voir Sodome et Gomorrhe (homonymie).
Sodome et Gomorrhe est une pièce de théâtre en deux actes de Jean Giraudoux créée le 11 octobre 1943 au théâtre Hébertot dans une mise en scène de Georges Douking.
Elle tire son nom des villes détruites selon le récit biblique par la colère divine en raison des péchés de leurs habitants. 

## Historique
Jean Giraudoux commence l'écriture de la pièce à la fin de 1938, alors qu'il travaille sur les répétitions d'Ondine. Il en achève l'écriture durant l'hiver 1941-1942. Cette tragédie biblique écrite en partie en temps de guerre correspond à une période difficile de la vie de couple de Giraudoux qui envisage de quitter sa femme, Nicole.
Sodome et Gomorrhe est créée le 11 octobre 1943 au théâtre Hébertot dans une mise en scène de Georges Douking, des décors et des costumes de Christian Bérard, des lumières de Boris Kochno et sur une musique de scène d'Arthur Honegger.
Peu de temps après, Jean Giraudoux, qui vit à l'hôtel depuis sa séparation, est victime (officiellement) d'un empoisonnement alimentaire et se réinstalle dans l'appartement conjugal quai d'Orsay où il meurt le 31 janvier 1944. Un second intérêt naît alors pour la pièce, et Jacques Hébertot demande à Edwige Feuillère de conserver son rôle de Lia jusqu'au printemps 1944. Au total, la pièce sera jouée 214 fois, le rôle de Lia étant tenu à partir du 10 avril par Germaine Delbat jusqu'en mai 1944.

## Argument

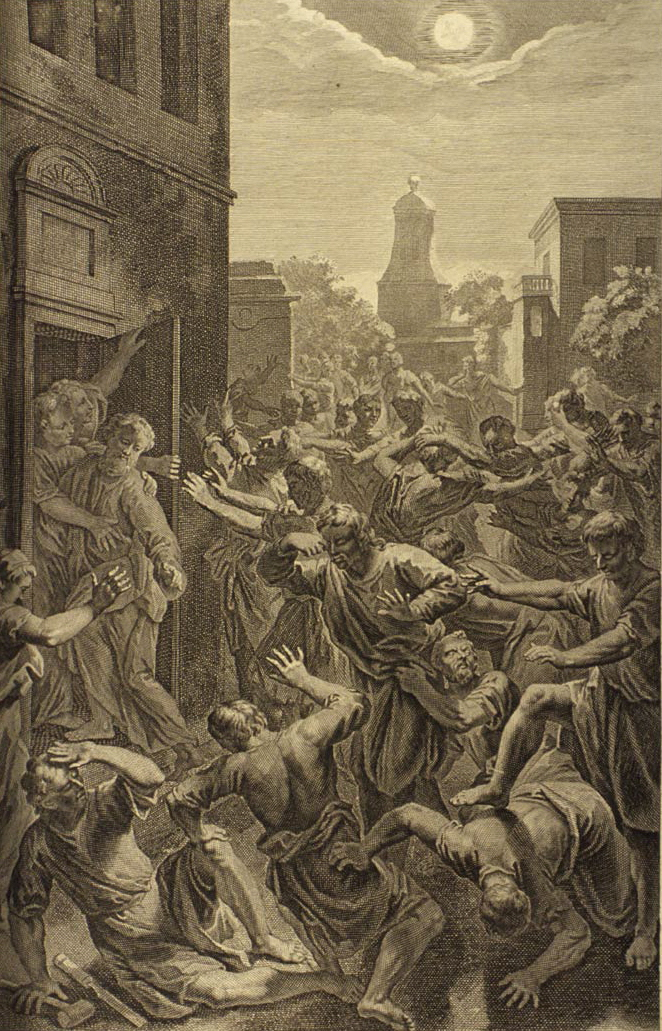
Gerard Hoet, Les Sodomites frappés de cécité (Genèse, 19:11), 1728.

Sodome et Gomorrhe est une tragédie biblique sur les relations entre hommes et femmes et l'impossible satisfaction entre deux sexes aux attentes si différentes. L'amour durable dès lors apparaît irréalisable et la vengeance divine condamnera l'espèce humaine n'ayant pas réussi à être sauvée par la preuve de l'existence d'au moins un couple heureux dans la cité biblique.

## Distribution de la création
- Edwige Feuillère : Lia
- Lucien Nat : Jean
- Lise Delamare : Ruth
- Jean Lanier : Jacques
- Gérard Philipe : l'ange
- François Chaumette : le jardinier
- Tony Taffin : l'archange
- Pierre Arrieu : Luc
- Yvonne Bermont : Martha
- Jean Gosselin : Pierre
- Bernadette Lange : Judith
- Marie Leduc : Salomé
- Anne Mayen : Athalie
- François Richard : Samson
- Gaby Sylvia : Dalila
- Gisèle Touret : Noémi
- Mise en scène : George Douking
- Décors et des costumes : Christian Bérard
- Lumières : Boris Kochno
- Musique de scène : Arthur Honegger

## Principales productions
- 1958 : avec Edwige Feuillère (Lia), Monique Mélinand (Ruth) et Jean-Pierre Aumont (Jean), mise en scène Charles Gantillon, costumes Pierre Goutman, Grand théâtre romain de Fourvières[4]
- 1969 : avec Claire Versane (Lia), Michèle Saint-Val (Ruth) et Charles Mallet (Jean), mise en scène Simone Hérard, palais d'Hiver[5],[6]
- 1974 : avec Françoise Christophe (Lia), Paola Lanzi (Judith) et Paul Guers (Jean), mise en scène Roland Monod, décors et costumes Osanne, musique de Mozart, Tréteaux de France et Centre dramatique national[7],[8]
- 1982 : avec Simone Valère (Lia), Judith Magre (Ruth) et Jean Desailly (Jean), mise en scène Jean-François Prévand, décors et costumes Bernard Evein, musique Alain Roozenblatt, théâtre de la Madeleine[9]